# Hertog van Somerset

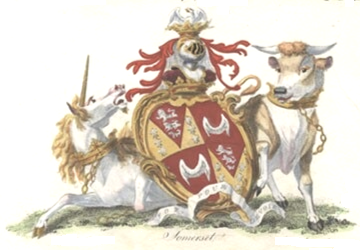
Familiewapen van de Hertog van Somerset.

Hertog van Somerset (Engels: Duke of Somerset) is een Engelse adellijke titel. 
De titel hertog van Somerset werd voor het eerst gecreëerd in 1443 door Hendrik VI van Engeland voor John Beaufort, die echter reeds een jaar later overleed. In 1448 werd de titel wederom gecreëerd voor Johns broer Edmund Beaufort. Na de dood van diens zoon Henry Beaufort in 1465 verviel het hertogdom aan de kroon, aangezien hij zich tegen de koning had gekeerd.
In 1499 creëerde Hendrik VII de titel voor zijn zoon Edmund, maar deze overleed reeds een jaar later.
Hendrik VIII gaf de titel aan zijn bastaardzoon Henry Fitzroy. Na diens kinderloze overlijden in 1536 verviel de titel wederom aan de kroon.
In 1547 werd Edward Seymour lord protector van Engeland daar Eduard VI, wiens oom hij was, minderjarig was. Hij maakte van de gelegenheid gebruik om zichzelf de titel hertog van Somerset te geven. Na zijn val en dood in 1552 verviel de titel andermaal.
In 1660 werd zijn achterkleinzoon William Seymour door Karel II weer in het hertogdom hersteld. Sindsdien is de titel in de familie Seymour gebleven.

## Hertog van Somerset, eerste creatie (1443)
- John Beaufort, 1e hertog van Somerset (1443–1444)

## Hertog van Somerset, tweede creatie (1448)
- Edmund Beaufort, 1e hertog van Somerset (1448–1455)
- Henry Beaufort, 2e hertog van Somerset (1455–1465)

## Hertog van Somerset, derde creatie (1499)
- Edmund Tudor, hertog van Somerset (1499–1500)

## Hertog van Somerset, vierde creatie (1525)
- Henry Fitzroy, 1e hertog van Richmond en Somerset (1525–1536)

## Hertog van Somerset, vijfde creatie (1547)
- Edward Seymour, 1e hertog van Somerset (1547–1552)
- William Seymour, 2e hertog van Somerset (1660)
- William Seymour, 3e hertog van Somerset (1660–1671)
- John Seymour, 4e hertog van Somerset (1671–1675)
- Francis Seymour, 5e hertog van Somerset (1675–1678)
- Charles Seymour, 6e hertog van Somerset (1678–1748)
- Algernon Seymour, 7e hertog van Somerset (1748–1750)
- Edward Seymour, 8e hertog van Somerset (1750–1757)
- Edward Seymour, 9e hertog van Somerset (1757–1792)
- Webb Seymour, 10e hertog van Somerset (1792–1793)
- Edward St Maur, 11e hertog van Somerset (1793–1855)
- Edward Seymour, 12e hertog van Somerset (1855–1885)
- Archibald Seymour, 13e hertog van Somerset (1885–1891)
- Algernon St Maur, 14e hertog van Somerset (1891–1894)
- Algernon Seymour, 15e hertog van Somerset (1894–1923)
- Edward Seymour, 16e hertog van Somerset (1923–1931)
- Evelyn Seymour, 17e hertog van Somerset (1931–1954)
- Percy Seymour, 18e hertog van Somerset (1954–1984)
- John Seymour, 19e hertog van Somerset (1984-)